# 南阿塞拜疆人覺醒運動

旗帜

南阿塞拜疆人民族覺醒運動（阿塞拜疆语: Güney Azerbaycan Milli Oyanış Herekatı，GAMOH），是一個以巴庫為基地的阿塞拜疆人民族主義團體，主張伊朗阿塞拜疆人自决和統一阿拉斯河兩岸的阿塞拜疆人。
這團體建立在2002年，宣稱代表伊朗阿塞拜疆人的利益。